# HD 181433
HD 181433 è una stella localizzata a 88 anni luce dalla Terra, nella costellazione del Pavone. Nel database stellare SIMBAD la stella è classificata come di tipo spettrale K3III-IV, il che la pone ai confini tra una gigante arancione ed una subgigante. Tuttavia, avendo una luminosità pari a 0,37 volte quella del nostro Sole, non sembrerebbe una stella uscita dalla sequenza principale, ed infatti il catalogo Hipparcos e altri la classificano di tipo K5V, cioè come nana arancione. 
Nel 2008 sono stati scoperti tre pianeti extrasolari orbitanti attorno alla stella.

## Composizione interna
HD 181433 è una stella molto ricca di metalli, e la sua abbondanza relativa di ferro è 2,1 volte maggiore di quella del Sole ([Fe/H] = 0,33). Infatti, tra le 450 stelle simili, solo quattro, tra cui HD 115585 e HD 83443 hanno un maggiore contenuto metallico. Tutti gli elementi sono relativamente sovrabbondanti ai livelli solari. In particolare, va rilevato il contenuto di vanadio, otto volte superiore rispetto al sole, e il contenuto di cobalto, 5,6 volte superiore.

## Sistema planetario
Il pianeta più interno ha una massa pari a 7,5 volte quella della Terra, per cui viene catalogato come super Terra. I due pianeti più esterni sono invece giganti gassosi, aventi una massa che è i due terzi di quella di Giove. Il periodo orbitale di questi tre pianeti è rispettivamente di 9,3743, 962 e 2172 giorni. Questa soluzione risultava instabile. Uno studio del 2019 ha rivisto i parametri orbitali del terzo pianeta, fornendo una soluzione più stabile per l'intero sistema planetario.
Sotto, un prospetto del sistema di HD 181433.
| Pianeta | Tipo            | Massa     | Periodo orb.    | Sem. maggiore | Eccentricità | Scoperta |
| ------- | --------------- | --------- | --------------- | ------------- | ------------ | -------- |
| b       | Super Terra     | >0,022 MJ | 9,3745 giorni   | 0,08 UA       | 0,336        | 2008     |
| c       | Gigante gassoso | >0,674 MJ | 1014,5 giorni   | 1,82 UA       | 0,235        | 2008     |
| d       | Gigante gassoso | >0,612 MJ | 7012±276 giorni | 6,60±0,22 UA  | 0,469        | 2008     |